# Бреша Калчо
Бреша Калчо (на италиански Brescia Calcio), по-известен като Бреша е италиански футболен клуб базиран в град Бреша, Италия. Клубът е създаден през 1911 г. Играе в италианската Серия Б.

## История
Отборът е основан през 1911 като „Brescia Football Club“. През 1912 Бреша се класира за първи път в Серия А, където се задържа шест сезона. В периода до 1982 г. отборът се лута между Серия А и Б, а накрая изпада до Серия Ц 1. През 1985 година се завръща в Серия Б.
Бреша добива популярност през 2000 г., когато подписва с ветерана Роберто Баджо. Успехите не закъсняват и през сезон 2000 – 01 достигат до седмо място в Серия А. Това е най-доброто постижение на отбора за целия му престой в елита на Италия. С това си класиране придобиват право за участие в турнира за Купа Интертото. Достигат до финала в една от групите, но губят от френския Пари Сен Жермен. Баджо носи екипа на клуба четири години и когато се отказва от футбола през 2004 – 05, Бреша изпада в Серия Б.През Юни 2025 тимът обявява фалит.

## Успехи
Серия Б
- Шампион 1964 – 65, 1991 – 1992, 1996 – 97

Серия C1
- Шампион 1984 – 85

Серия C
- Шампион 1938 – 39

## Известни бивши футболисти
| - Роберто Баджо - Андреа Пирло - Даниеле Адани - Марко Делвекио - Луиджи Ди Биаджо - Кристиано Дони - Даниеле Бонера - Лука Тони - Джовани Стропа | - Алесио Такинарди - Маурисио Ганц - Филипо Гали - Паоло Негро - Алесандро Алтобели - Дарио Хюбнер - Георге Хаджи - Дорин Матеут - Флорин Радучою | - Йоан Сабау - Стефан Апиа - Хосеп Гуардиола - Матиас Алмейда - Маркус Шоп - Жорже Кадете - Кубилай Туркилмаз - Франселиньо Матусалем - Марек Хамшик |

## Бивши треньори
- Луиджи Симони
- Мирча Луческу
- Карло Мацоне
- Алберто Кавазин
- Зденек Земан